# Манлія Скантіла
Манлія Скантіла (II ст. н.е.) — дружина римського імператора Дідія Юліана.

## Життєпис
Походила з патриціанського роду Манліїв. Про родину та життя Манлії Скантіли немає. Саме Скантіла вплинула на Дідія Юліана, щоб той змагався за імператорську корону. Внаслідок цього 28 березня 193 року останній став імператором, а Манлія Скантіла Августою. Втім незабаром імператора було вбито преторіанцями, й Скантіла втратила свій титул (1 червня 193 року). Подальша доля не відома.

## Родина
Чоловік — Дідій Юліан, імператор з 28 березня до 1 червня 193 року
Діти:
- Дідія Клара, дружина Корнелія Репентіна, префекта Риму у 193 році.